# 彭赞斯
彭赞斯 （發音： /pɛnˈzæns/；康瓦爾語：或 Penzans）是英国西南部康沃尔郡一座海滨城市，濒临芒茨湾。气候温和。17世纪该地是海盗的活动中心，现为重要的旅游中心，西南16公里处的兰兹角是英格兰主陆的最西端。彭赞斯为前往锡利群岛的主要交通中心。

## 友好城市
- 法國 孔卡尔诺
- 本迪戈
- 美国 內華達城
- 德国 庫克斯港